# Гминд (Аустрија)
Гминд (чеш. Cmunt) град је у северној Аустрији. Седиште је истоименог округа у покрајини Доња Аустрија.

## Природне одлике
Гминд се налази у северном делу Аустрије на самој граници са Чешком која потпуно затвара град са западне стране. С друге стране границе налази се чешки град Чешке Велењице, некадашња градска четврт. Гминд је удаљен 140 км северозападно од Беча.
Гминд се формирао у тзв. Шумској четврти Доње Аустрије у јужном делу Бохемске Височине, на приближно 480 m надморске висине. Подручје око града је брдовито. Кроз град протиче река Лејсниц која већим целом чини границу ка Чешкој.

## Становништво
У граду живи око 5.500 становника. Последњих деценија број становника се смањује.

## Галерија
- Градска Римокатоличка црква Срца Исусова
- Градски замак
- Градска кућа на главном тргу